# Izhmash
Pour les articles homonymes, voir Ish.
Izhmash (transcription anglaise du russe ИжМаш, contraction de Ижевский машиностроительный завод, Ijevski machinostroïtelny zavod, retranscrit Ižmaš selon l'ISO 9 ou Ijmach selon les conventions françaises), est un constructeur d'armes russe, situé à Ijevsk en Oudmourtie qui a fusionné le 13 aout 2013 avec Ijevski Mekhanitcheski Zavod pour devenir Kalashnikov Concern.
L'usine est fondée en 1807 sur l'ordre du tsar Alexandre Ier, ce qui en fait l'une des plus anciennes marques russes. Ce constructeur a eu un rôle crucial dans l'histoire contemporaine de la Russie, notamment au cours de la Seconde Guerre mondiale.
Parmi ses productions les plus célèbres, on trouve le fusil d'assaut AK-47. Izhmash produit — ou a produit — également des voitures (de marque « IZh » ou « Ij »), des motos et divers outils industriels.

## Produits

### Armement

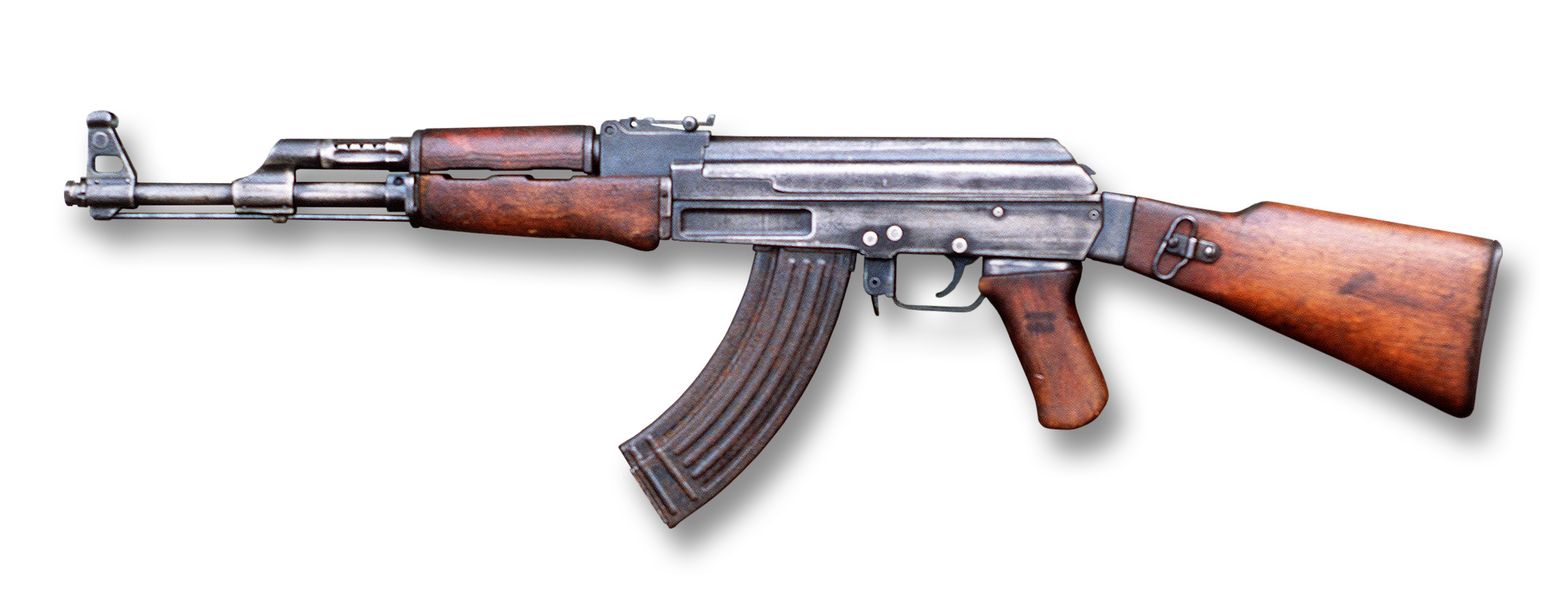
Fusil d'assaut AK-47 de Type II.

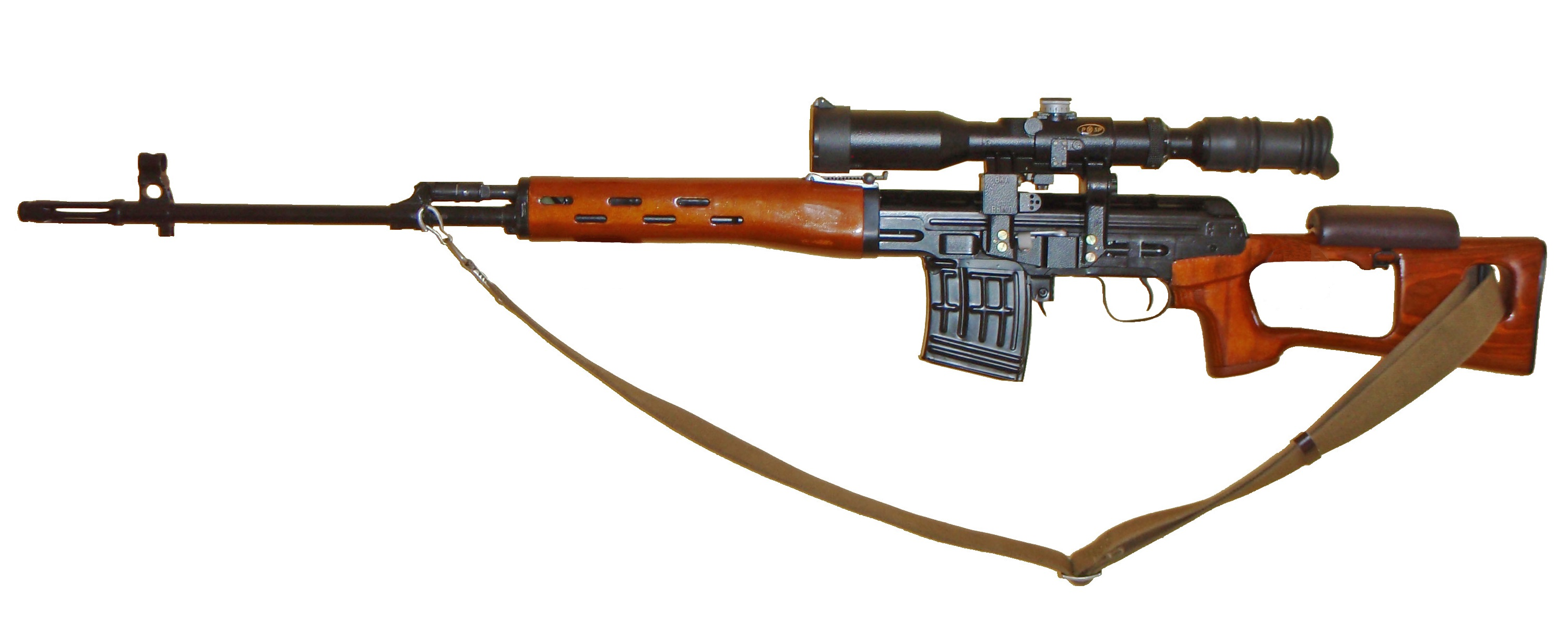
Fusil de précision SVD Dragunov.

#### Armes légères
- Fusils d'assaut : AK-47, AKM-59, AK-74, AKS-74U, AN-94, AK-10x ;
- Fusil semi-automatique cal.12 : Saiga-12 ;
- Fusil de précision : SVD Dragunov ;
- Pistolet-mitrailleur : PP-19 Bizon ; Vityaz-SN ; PP-91 KEDR
- Fusil-mitrailleur : PKM ;
- Fusil-mitrailleur : RPK; RPD ;
- Pistolet : PMM.
- Mosin-Nagant

#### Canons et Munitions
- Canon de 30 mm GSh-30-1
- Obus à guidage laser semi-actif Krasnopol (en)

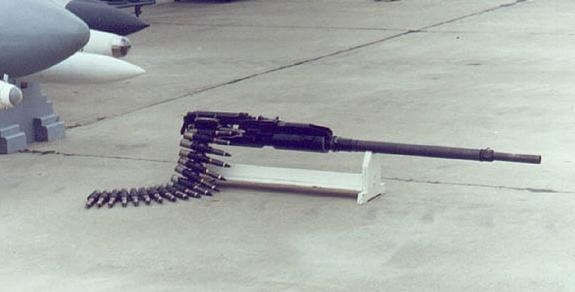
canon GSh-30-1.
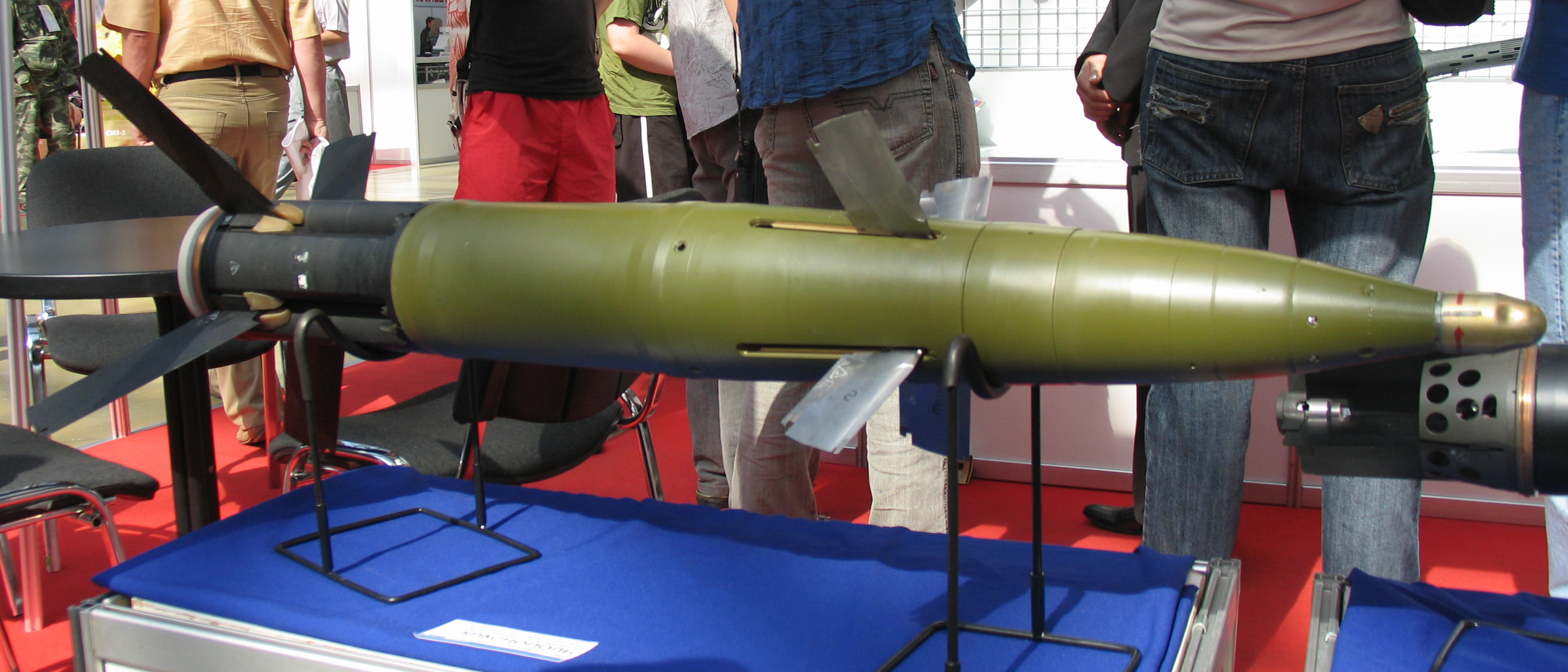
Obus 2K25 Krasnopol (en).

### Voitures
Pour les articles homonymes, voir Izh.

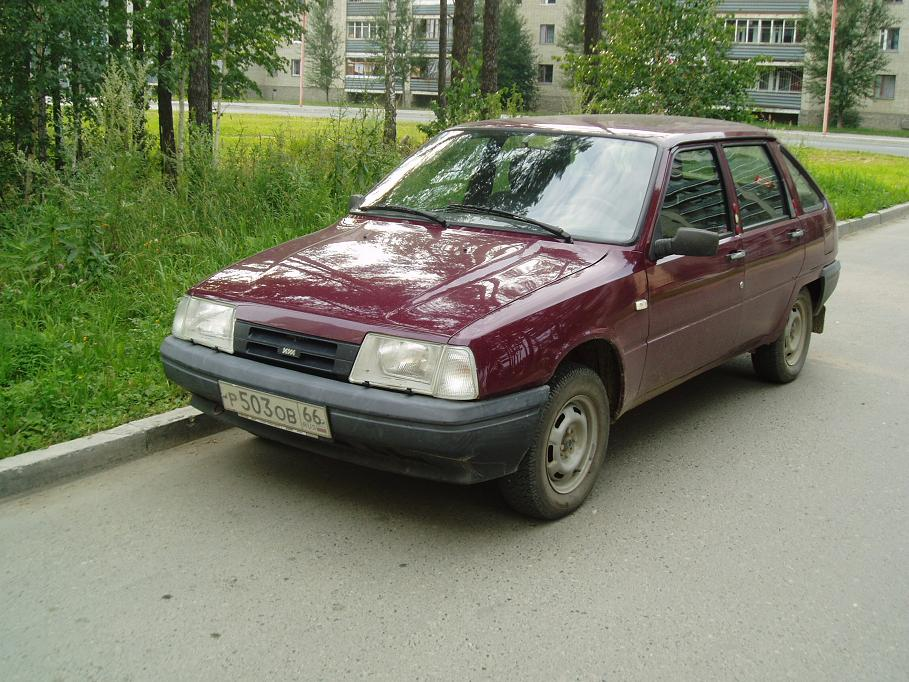
IZh-2126 Oda.

Les véhicules Izhmash ont été produits sous la marque IZh (ИЖ en russe ; on trouve aussi en français « Ij »).
La construction automobile remonte aux années 1960. À l'origine, les modèles assemblés IZh n'étaient que des  Moskvitch 408 et 412, le constructeur moscovite ayant choisi de délocaliser une partie de sa production. Puis IZh a développé ses propres modèles, d'abord sur les bases des Moskvitch, comme la 2125 (version 5 portes de la 412), puis plus librement, à l'image de la gamme Oda. 
Durant les années 1990 et 2000, l'usine a principalement fonctionné comme assembleur de voitures, notamment des Kia et des Lada. Jusqu'à récemment, certaines Lada étaient encore vendues sous la marque IZh, comme la 2104.
En mars 2009, en raison de la crise économique, l'usine d'assemblage automobile a failli fermer, (entraînant l'arrêt de la production de la Lada 2104). Le 9 avril 2012, une procédure de faillite a été acceptée par la justice de la république d’Oudmourtie (Oural occidental), qui nomme un administrateur. Cette procédure permet, du moins provisoirement, à la société de ne pas être dilapidée et de pouvoir conserver sa marque.

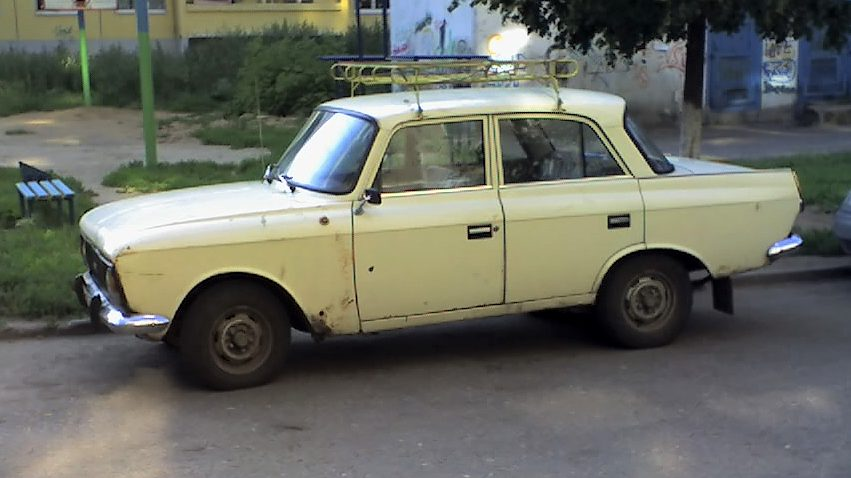
IZh-412.

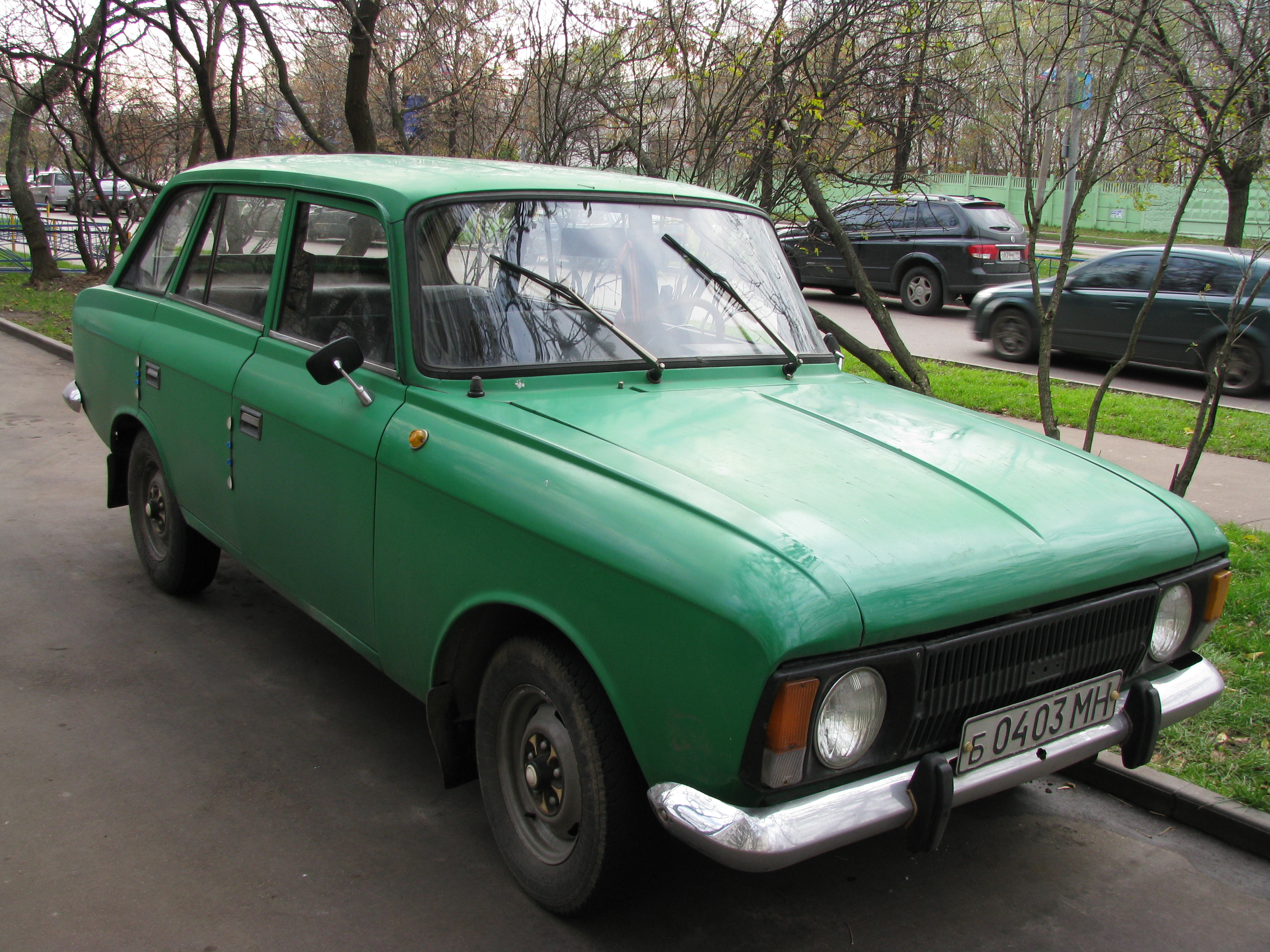
IZh-2125 Kombi (1973-1997).

L’usine Izhmash, fabricant d’armes, se lance dans l’automobile en 1958, en commençant à étudier un petit 4x4 sur la base du GAZ 69, une idée reprise par UAZ. Mais si le constructeur d’Oulianovsk a pu concrétiser son projet, Izh l’a abandonné et s’est replié vers la construction d’une berline moyenne. En 1965, l’usine est prête. Izh va profiter de la volonté du gouvernement soviétique de développer la production des Moskvitch, et des accords sont signés pour produire la berline 408 à Ijevsk. La première voiture sort des chaînes le 12 décembre 1966. Après 4 000 exemplaires, la 408 cède sa place à la nouvelle 412, qui sera fabriquée à partir de novembre 1970 dans une toute nouvelle usine, érigée par la Régie Renault.
À cette époque, les Moskvitch d’Ijevsk sont identiques à leurs sœurs moscovites, et sont produites aussi bien en berline, qu’en break et en pick-up. Mais la direction compte bien personnaliser sa production. En 1970, Izh présente deux modèles inédits : une fourgonnette nommée 1500 GR et une berline 5 portes 1500 Kombi. La première est produite à partir du mois de novembre 1972 (sous le type 2125), et la seconde fait de même l’année suivante, devenant ainsi la première berline à hayon soviétique. 1973 marque aussi l’arrêt de la version commerciale 434, construite sur la base de la 408 depuis 1968.
Tous ces modèles reçoivent un moteur 1500 fabriqué par UZAM, et seront légèrement restylés en 1980. À la fin des années 1980, la 412 prend le nom de 412-IE, et ressemble désormais à un croisement entre une 408 et une 2140… La carrière de ces modèles perdurera jusqu’en 1997 ! 
Mais Izh ne se borne pas à produire de simples Moskvitch, et présente un prototype original en 1974 (la Izh-14), qui rappelle un peu le futur Lada Niva, ainsi qu’une berline Izh-19 à traction avant un peu plus tard.
L’usine commence alors à se pencher sur le projet d’une compacte moderne dès 1984. La voiture finale, nommée Izh-2126 Oda (elle devait s’appeler Orbita mais le nom était déjà déposé) est présentée en 1987. Elle est curieusement équipée du vieux moteur de la Moskvitch 412, et sa transmission aux roues arrière, à peine revue.
Au cours de sa carrière, la Oda recevra également des blocs 1600, 1700 et 1800 Lada. La gamme est par la suite complétée par un break (Fabula) et par un pick-up (27171). Mais la production reste faible, tout comme les ventes. Izh s’allie donc à Kia début 2005, ce qui sonne le glas de la famille Oda, dont les derniers modèles sont produits à l’été 2005. Aux côtés de ses propres modèles, l’usine assemblait déjà des Škoda Felicia, Hyundai Accent, et Atos, ainsi que des Lada 2104 et 2106. Les Kia Spectra prennent le relais des Oda et Fabula. En décembre 2005, Izh présente une version fourgonnette (IZH-27175) de la Lada 2104, en plus du break classique dont l’usine a l’exclusivité.
En novembre 2008, Lada tente de racheter Izh, mais la crise l’en empêche. Quatre mois plus tard, l’usine licencie 90 % des employés, et arrête la production des Lada 2104 (qui venait de recevoir une face avant de 2107).
Mais la prime à la casse va changer la donne : les Russes retournent dans les concessions du pays, et le marché rebondit nettement. Aidé de Lada, Izh redémarre sa production en septembre 2010, les modèles inscrits au catalogue étant les mêmes qu'avant la crise.
En février 2011, le président d'AvtoVAZ Igor Komarov a annoncé que les modèles produits par l'usine d'Ijevsk seront désormais distribués à travers la Russie par 375 concessionnaires du réseau Lada, de façon à renforcer l'alliance entre les deux constructeurs.

### Motos

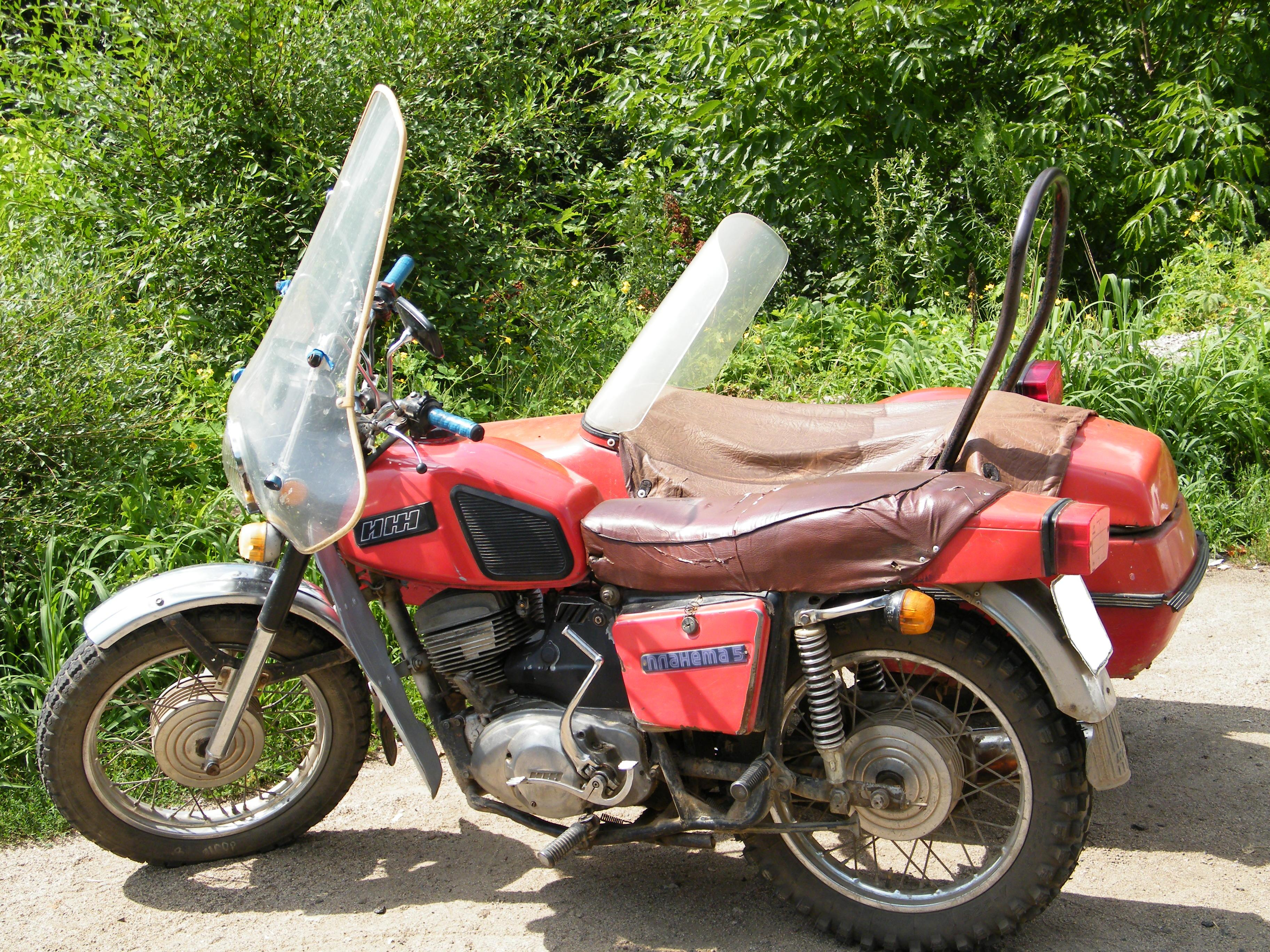
Moto IZh Planeta-5 (1987-2008).

La première moto IZh a été la Izh 1 de 1928, une 1 200 cm3 motorisé par un V2 avec un cardan de transmission, conçu par le brillant ingénieur soviétique Piotr Vladimirovitch Mokharov (1888-1934). Parmi les modèles de motos produites, on trouve les Yunker, Planet, Jupiter, et Cornet.
L'usine produit une moto électrique en version civile et militaire pour les forces spéciales russes IZH-SM1, qui sont électriques et donc silencieuses et qui ont été engagées pour la première fois officiellement lors de la guerre russo-ukrainienne de 2022.

## Galerie d'images

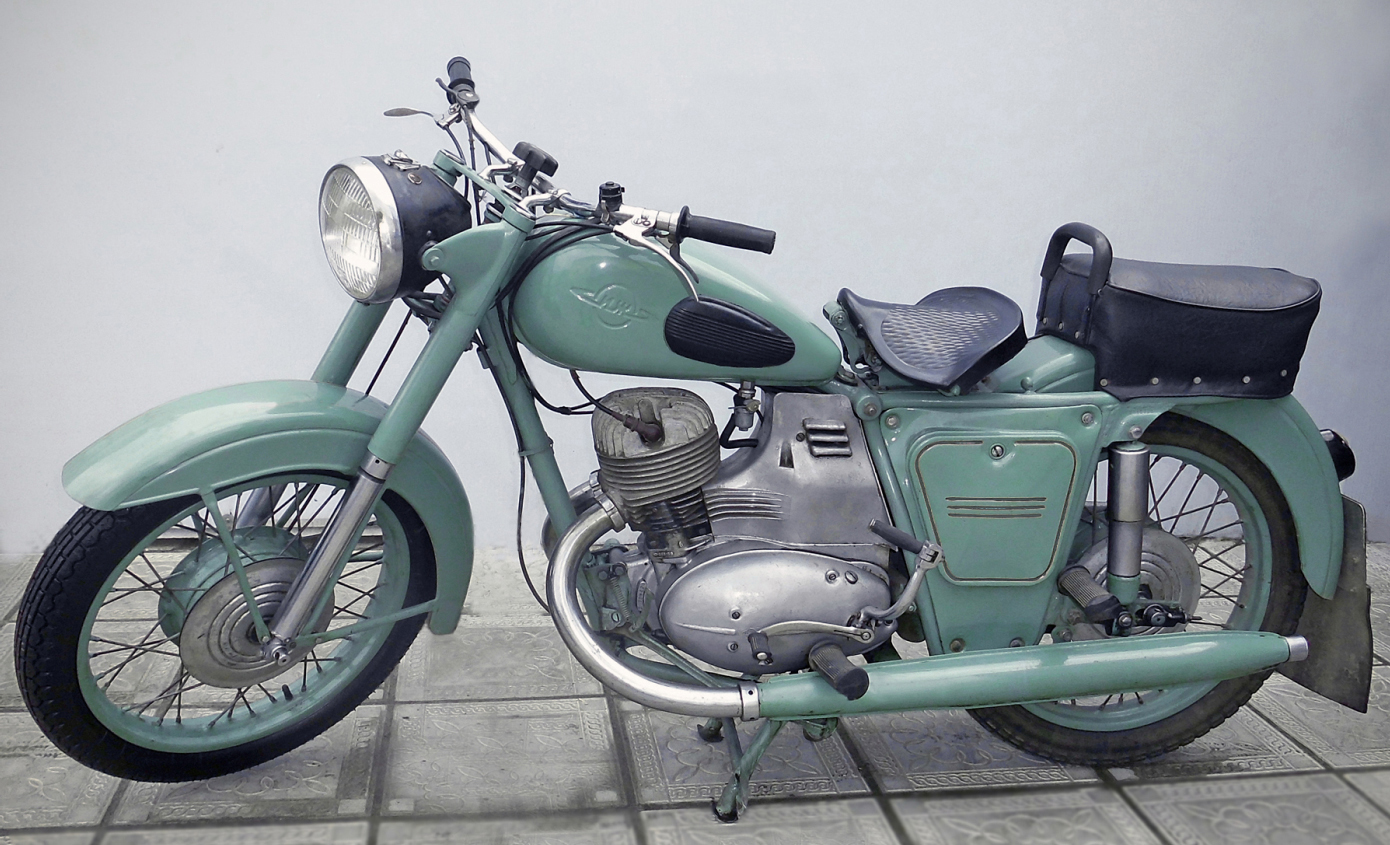
Izh 56 modèle 1956

Motocyclettes
Automobiles

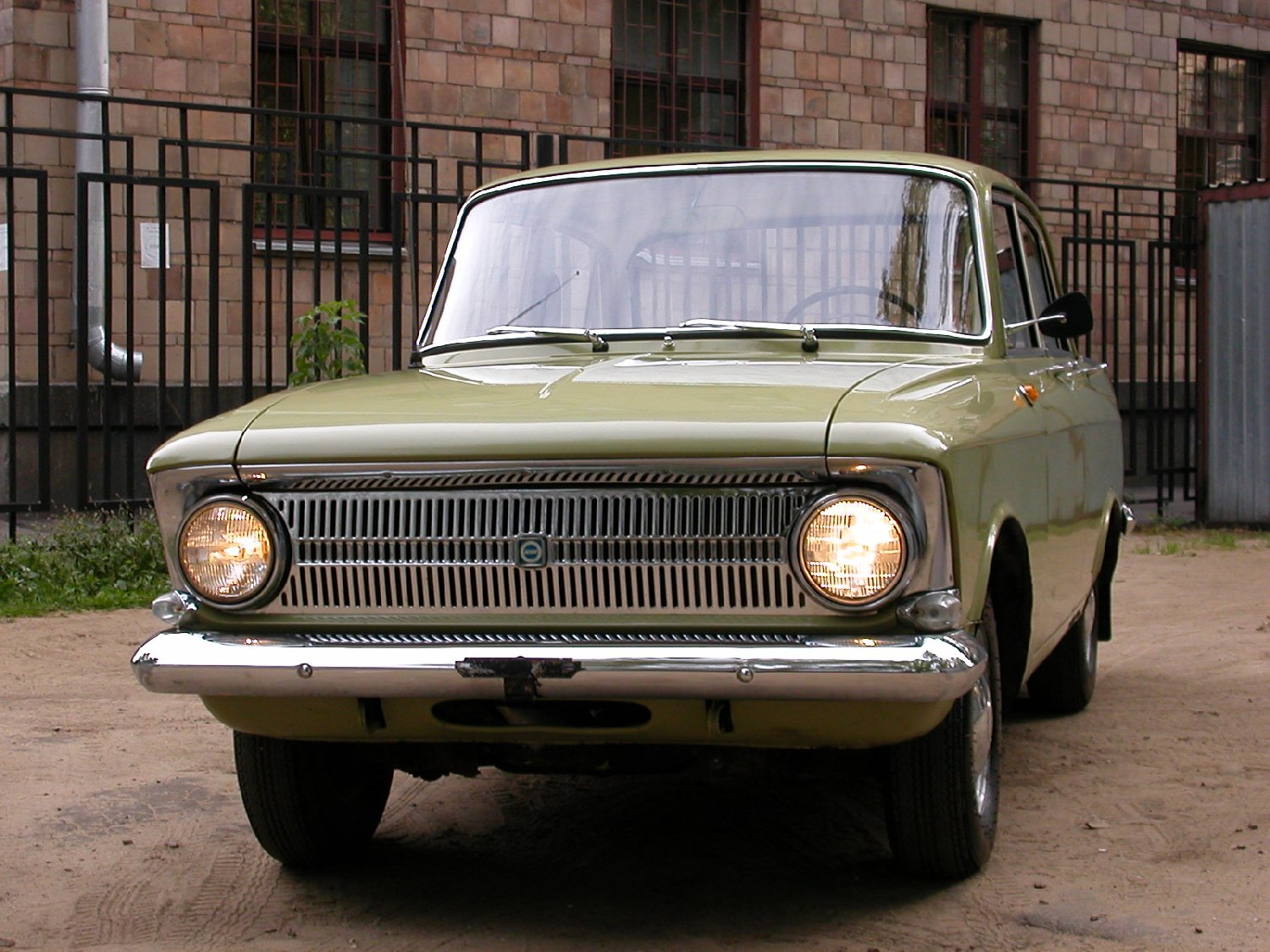
412 (1967-1982)
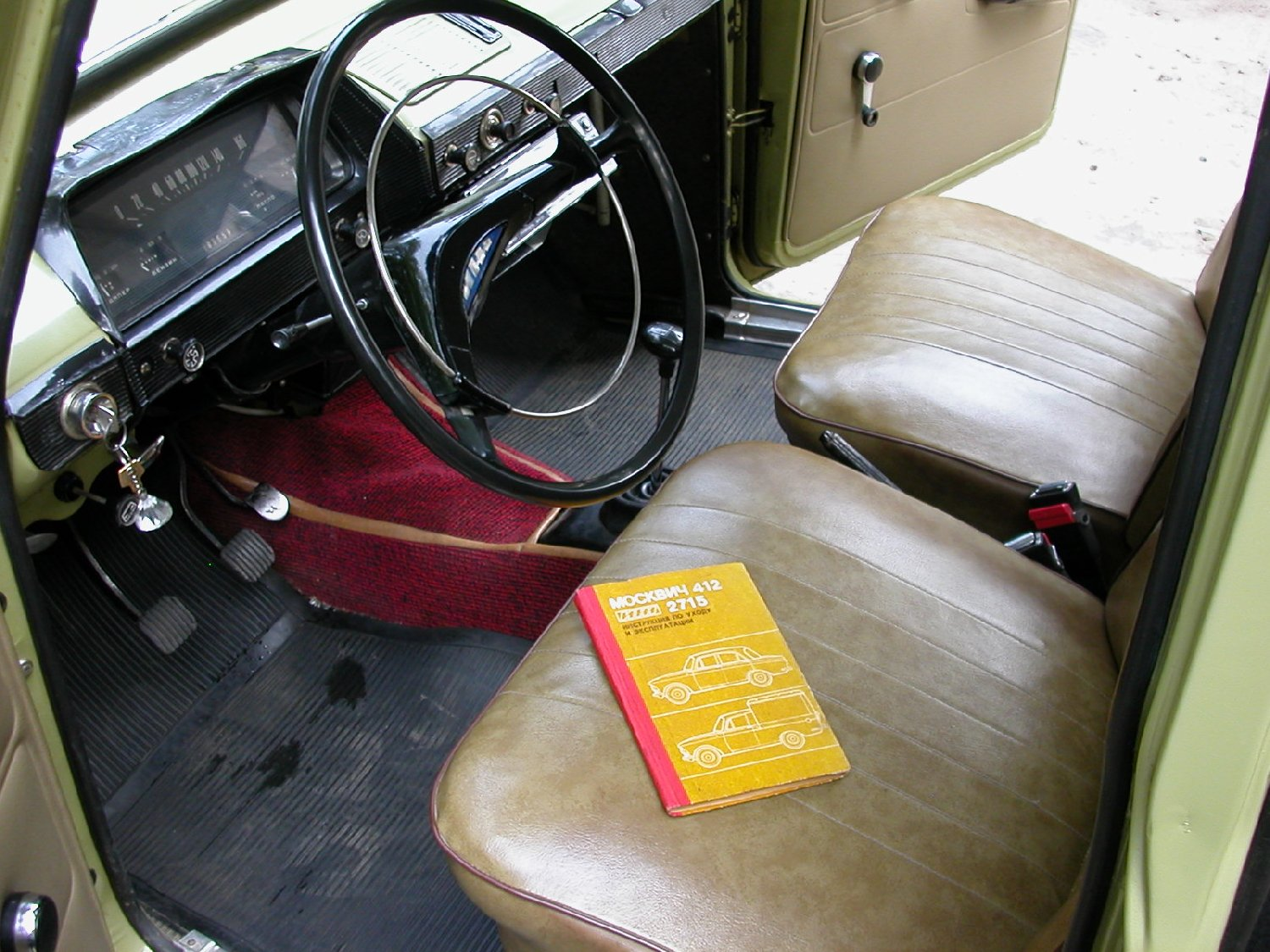
412 (intérieur) (1967-1982)
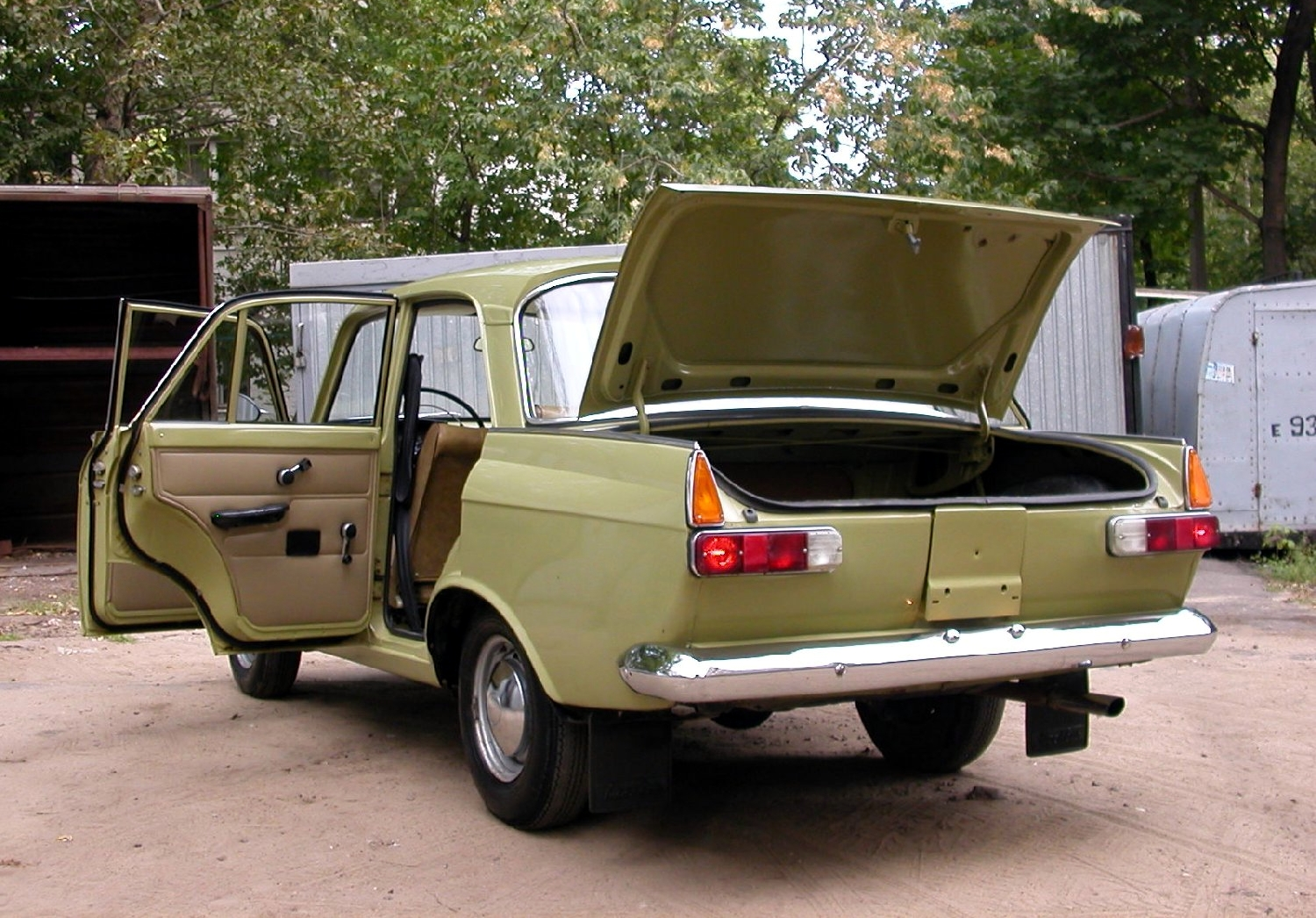
412 (arrière) (1967-1982)
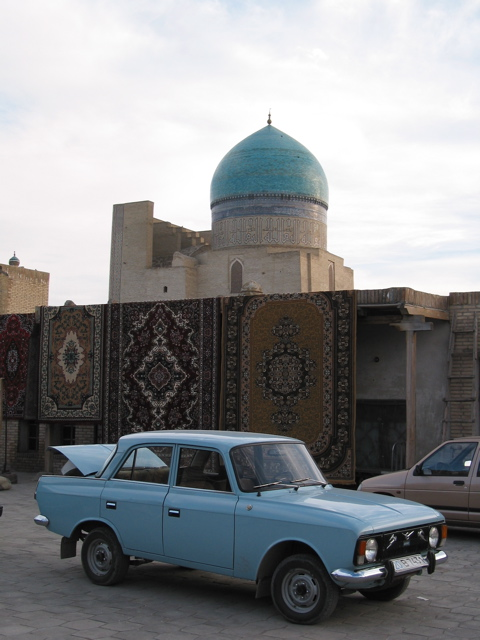
412 (1982-2001)

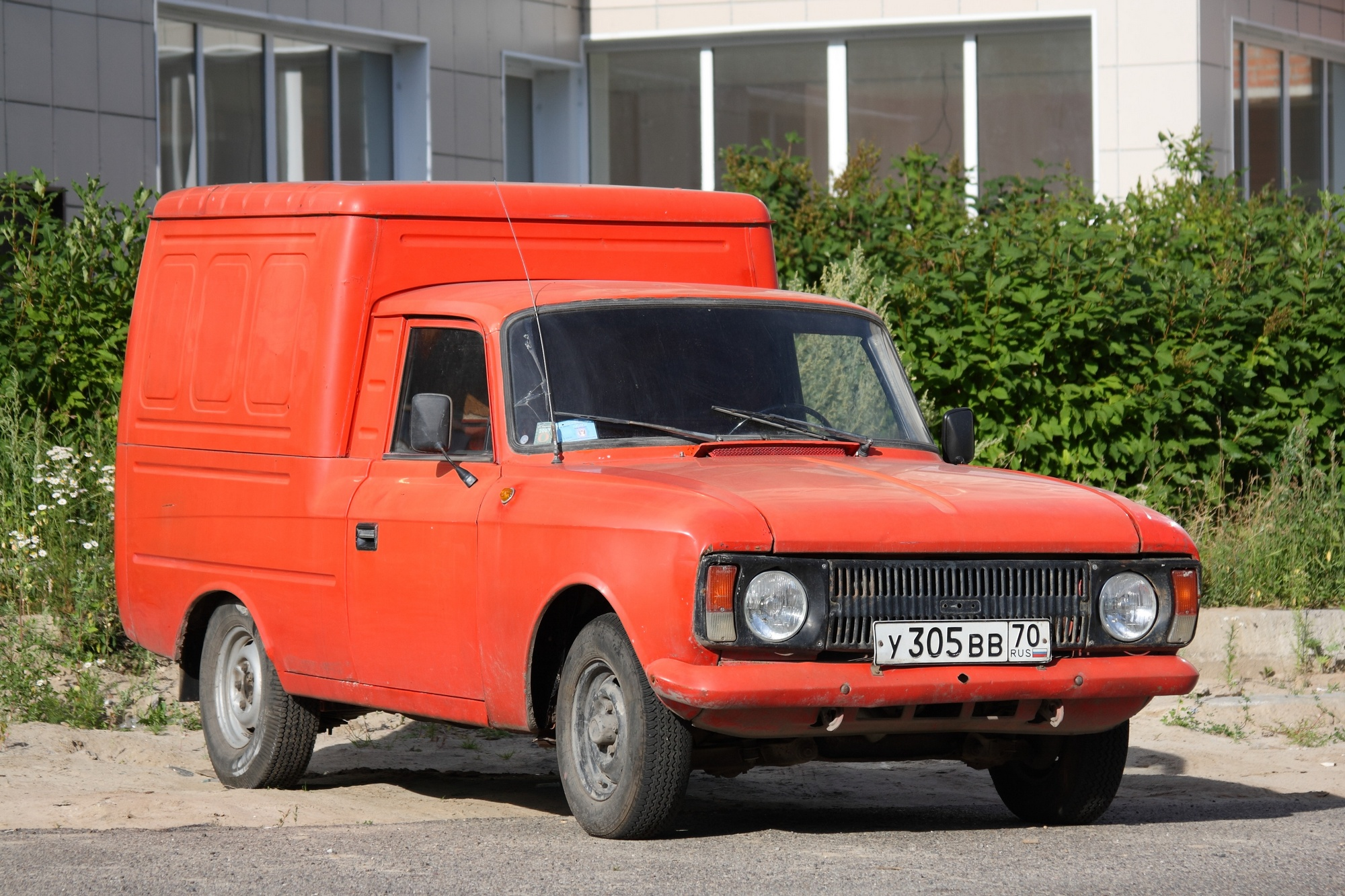
2715 (1972-2001)
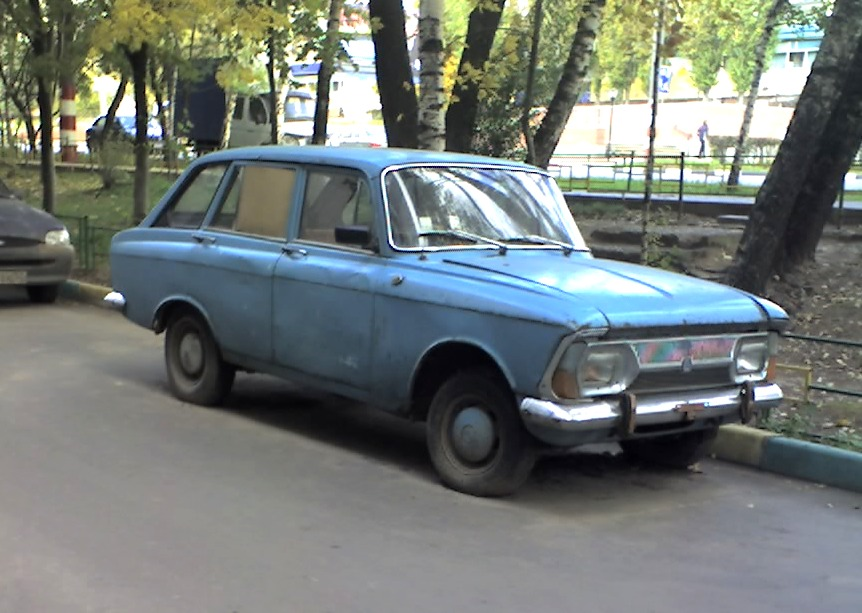
2125 Kombi (1973-1982)
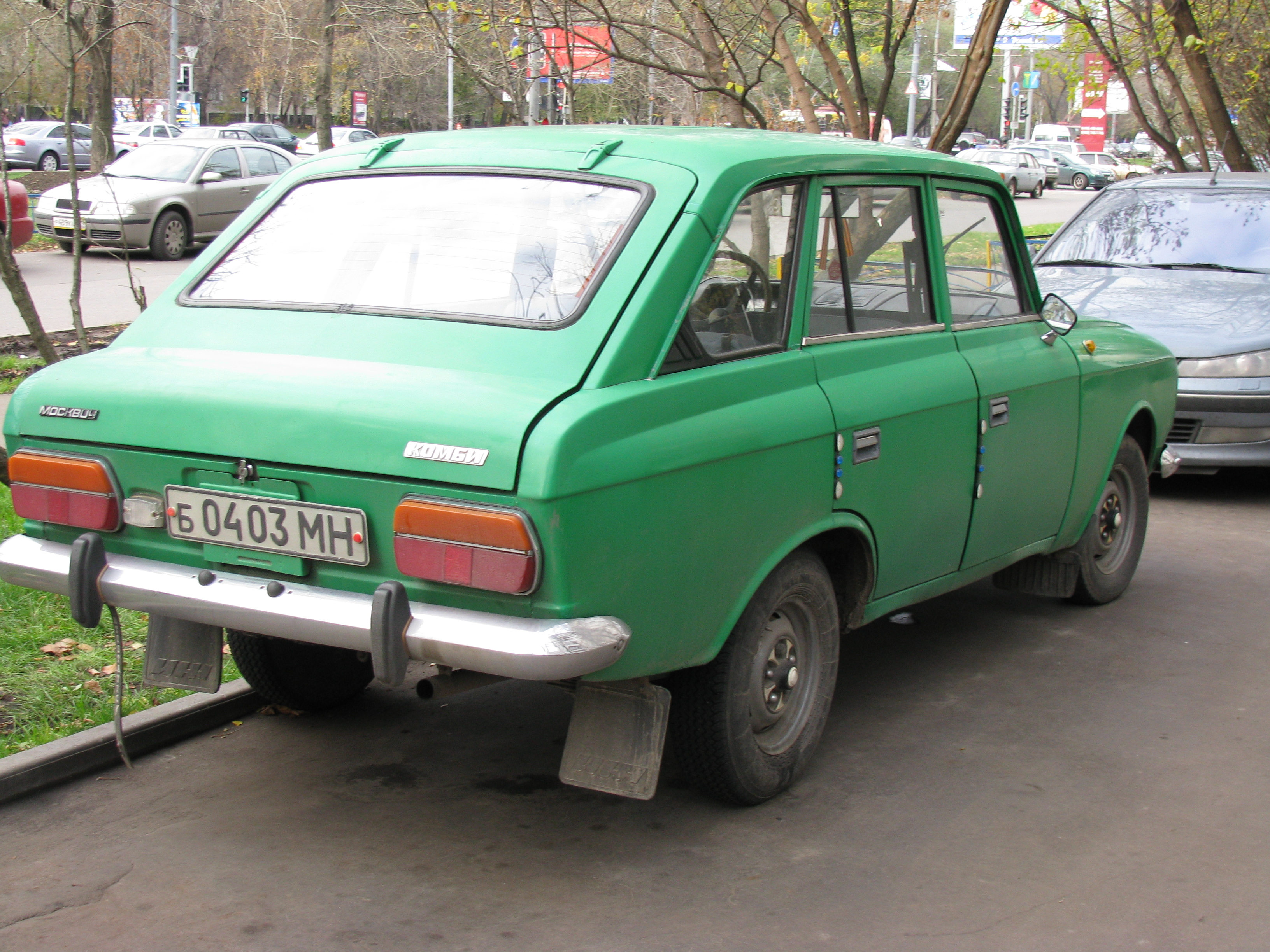
2125 Kombi
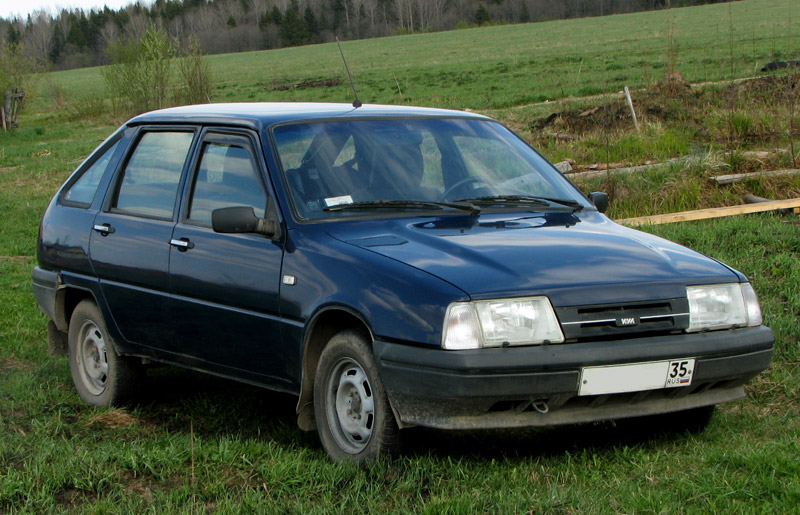
2126 Oda (1992-2005)

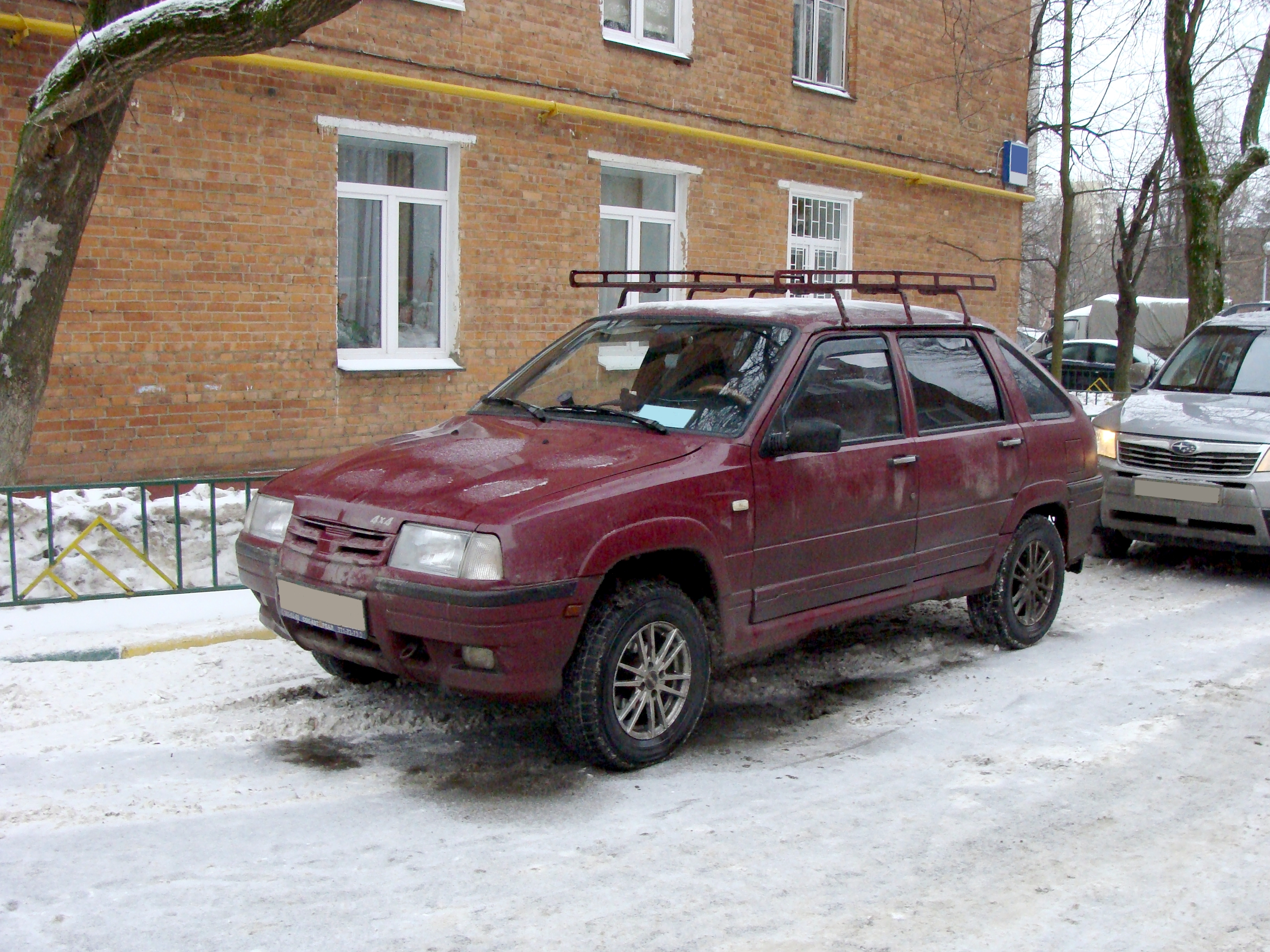
2126 4x4 (1995-2005)
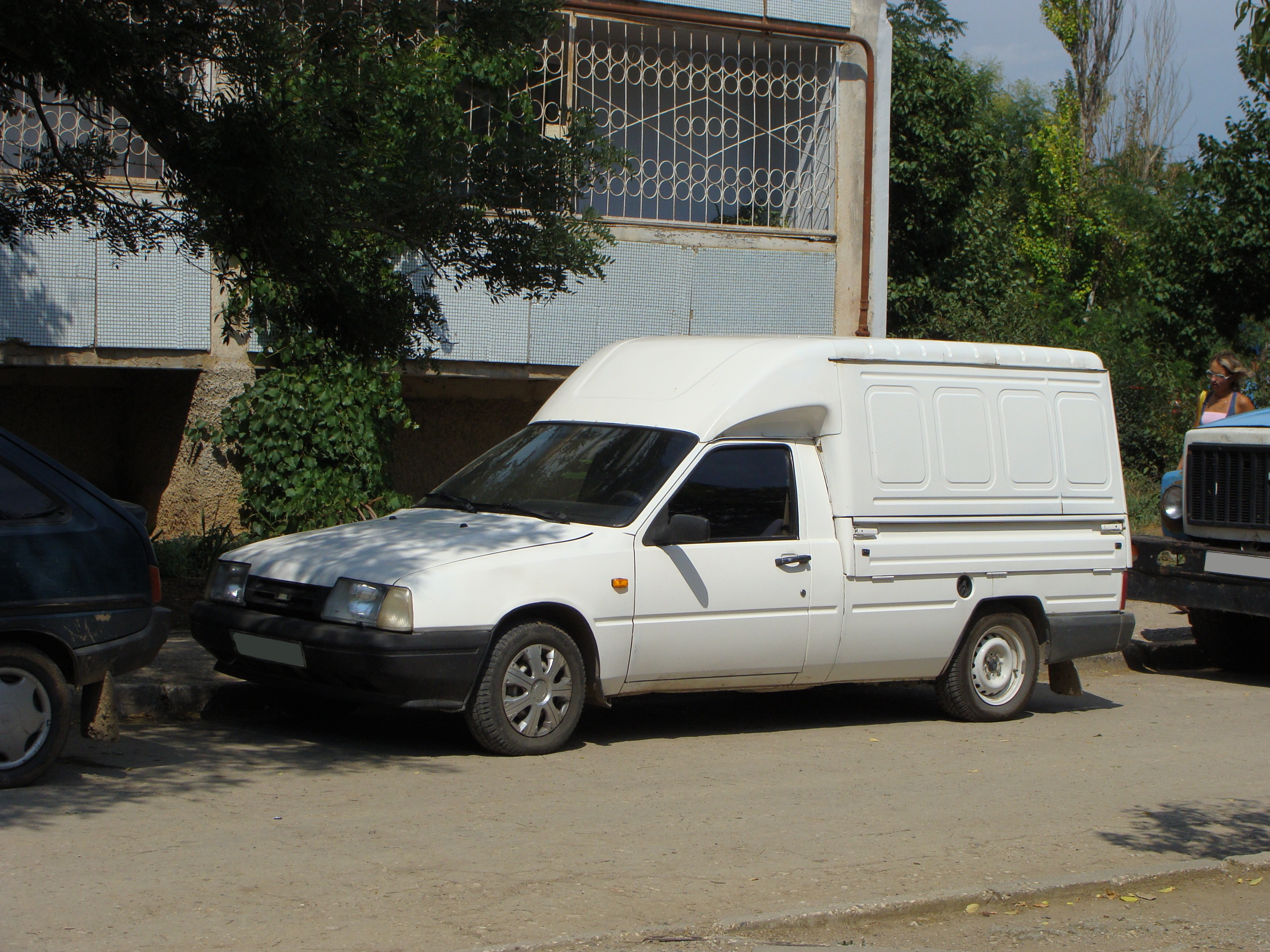
2717 (1997-2005)
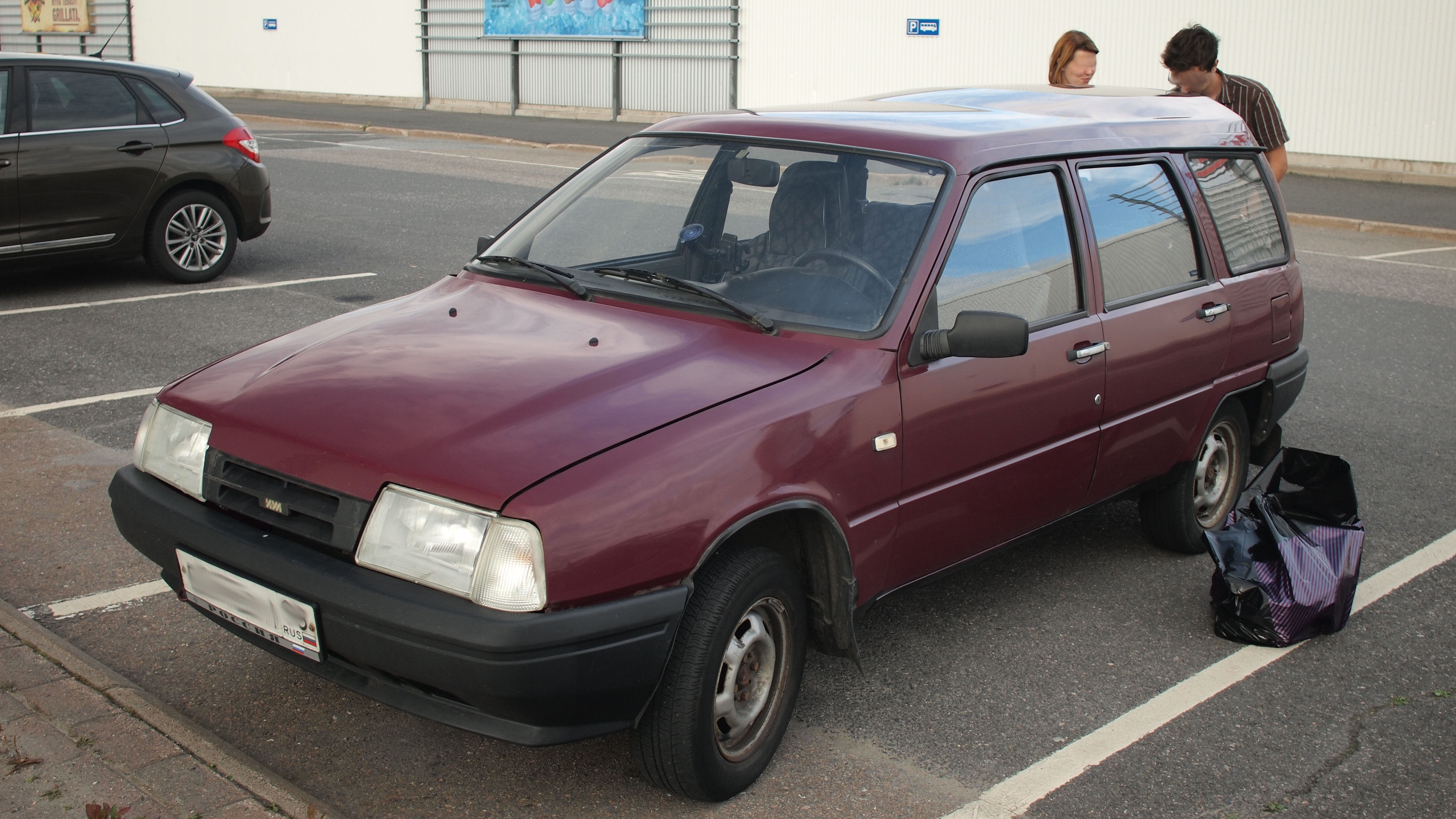
21261 Fabula (2003-2005)
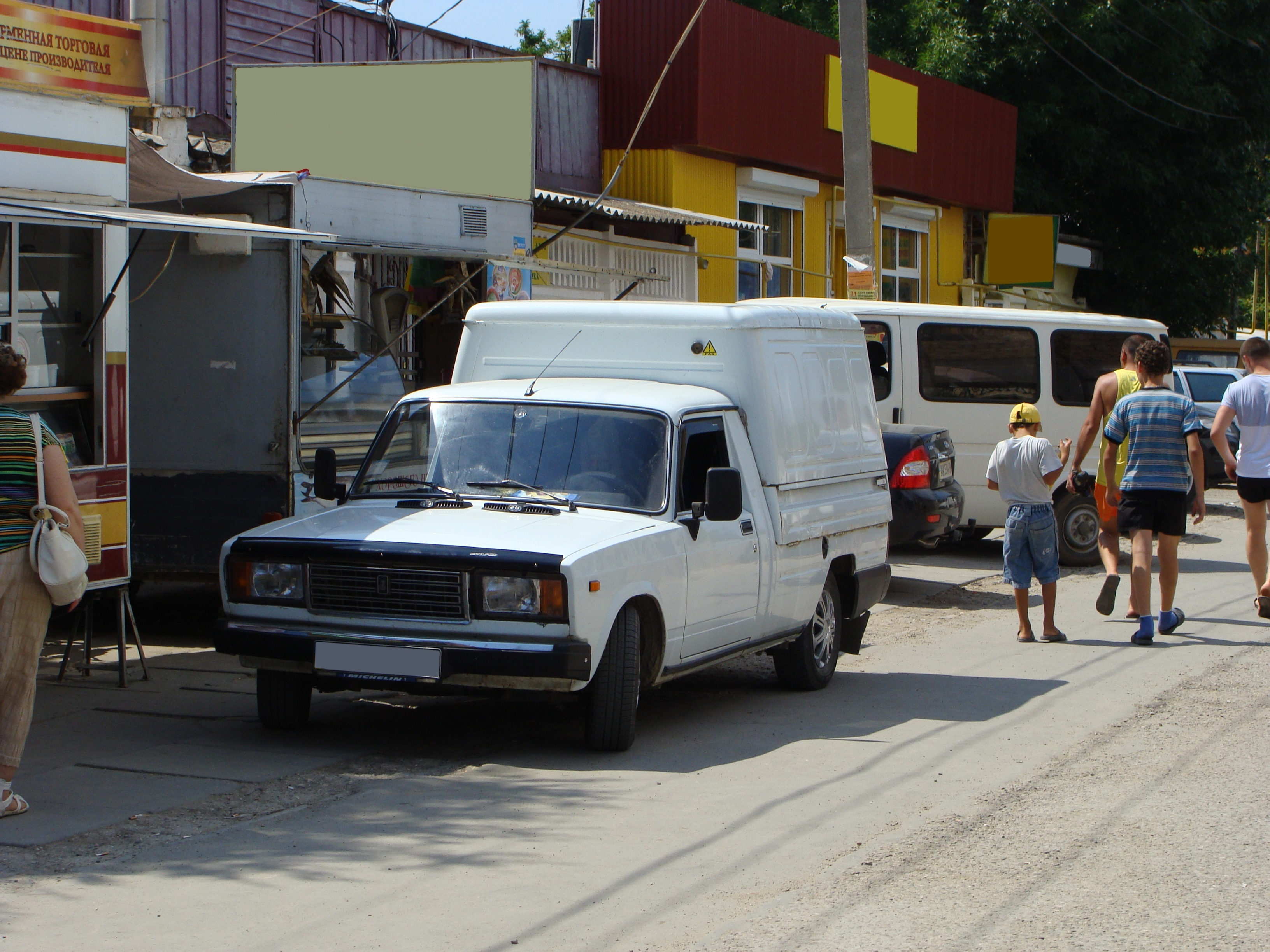
27175 (2005-2012)